# En tiempos de don Porfirio
En tiempos de don Porfirio es una película mexicana de 1940 dirigida por Juan Bustillo Oro y producida por Grovas - Oro México Films. La película narra las confusiones que sufre una familia durante el Porfiriato. Se considera que esta película inaugura la corriente conocida como la "añoranza porfiriana".

## Reparto
- Fernando Soler como don Francisco
- Marina Tamayo como Carmen
- Emilio Tuero como Fernando Villanueva
- Joaquín Pardavé como don Rodrigo
- Dolores Camarillo como Chole
- Aurora Walker como doña Carlota
- Agustín Isunza como Estebán
- Lucha María Ávila como Carmen, niña
- Victoria Argota como doña Etelvina
- Conchita Gentil Arcos como doña Julia
- Humberto Rodríguez
- Manuel Noriega
- Armando Velasco como don Germán
- Gerardo del Castillo
- Emilio Romero
- Adolfo Bernáldez
- Manuel Pozos como don Luis
- Max Langler como don Fulgencio
- Manuel Zoca
- Julio Ahuet (no acreditado)
- Roberto Cañedo como Extra (no acreditado)
- Antonio R. Frausto como Porfirio Díaz (no acreditado)
- José Elías Moreno como Invitado a baile (no acreditado)
- Aurora Ruiz como Sirvienta (no acreditada)